# 天領うどん
天領うどん（てんりょううどん）は、宮崎県日向市に本社を置く有限会社天領うどん本店が運営する、宮崎県北部のみにチェーン店を持つうどん店である。

## 概要
同店の名を冠した釜揚げうどん、「天領うどん」をメインに、柔らかい細麺と塩気が強めの出汁が特徴のうどんを提供する。本拠地の日向市以北の門川町、延岡市に8店舗を展開しており、宮崎県北部地域を代表するローカルチェーンとしても知られる。

## 歴史
1966年3月、日向市の中心部にある本町の日向警察署前に、一号店となる天領うどんを出店。元は製麺所であったが、それを閉鎖してのスタートであった。1968年には同市鶴町に鶴町店をオープン。翌1969年には鶴町店に最新鋭の機器を導入した製麺工場移設するとともに、本部機能を鶴町に移す。また、隣接する宮崎県延岡市の旭サービス岡富店内に、テナントとして岡富店開店する。
1972年、門川町加草に国道10号線沿い1号店として門川支店をオープン。1973年には日向市細島に細島支店（翌年閉鎖）、宮崎県川南町にフランチャイズ1号店として川南支店開店（1989年、閉店）。延岡市旭ヶ丘1に旭ヶ丘支店開店。
1977年、JR日豊本線・日向市駅前に都支店開店。1978年、日向市の10号線沿いに財光寺店開店。1978年に有限会社設立。1982年には日向市新生町にセントラルキッチンを建設するとともに本部機能を移転。新生町店オープン。同年末には本町支店も開店する。1984年には旭サービス恒富店にテナントとして出店。
1993年、日向市梶木町の10号線沿いに梶木店をオープン。1996年、新生町の敷地内に手作りケーキの店ビッグパパ開店。1997年の旭サービス閉店に合わせて恒富店、岡富店を閉鎖。延岡市の10号線沿いに昭和町支店、県立延岡病院前に愛宕支店をオープンする。
2002年、セントラルキッチン改修。2006年、製麺工場をセントラルキッチンの敷地内に新設し、製麺機を新規設置する。2014年、日向市財光寺地区の10号線拡張工事に伴い、財光寺店を閉店し、同時に財光寺ショッピングセンター内に移転オープンさせる。

## 主なメニュー
詳細は天領うどん公式サイト「お品書き」を参照のこと。
代表的なメニューは店名と同名の釜揚げうどん、「天領うどん」（320円）。かけうどんや肉うどん、天ぷらうどんなどの一般的なうどんメニューは280円～500円程度。肉うどんの具をごはんに乗せた「牛めし（吸い物つき）」（450円）やおにぎり（2個140円）などのほか、おでんやソフトクリームなども通年で販売されている。

## 現在の店舗
新生町店、財光寺店、鶴町店、梶木店（以上、日向市）、門川町店（門川町）、昭和町店、愛宕町店、旭ヶ丘店（以上、延岡市）